# Goodingius arenicolae
Goodingius arenicolae is een eenoogkreeftjessoort uit de familie van de Clausidiidae. De wetenschappelijke naam van de soort is voor het eerst geldig gepubliceerd in 1960 door Gooding.